# Iardașița
Iardașița este o arie protejată de interes național ce corespunde categoriei a IV-a IUCN (rezervație naturală de tip mixt), situată în sudul Banatului, pe teritoriul județului Caraș-Severin.

## Localizare
Aria naturală se află în estremitatea sud-estică a județului Caraș-Severin (la limita de graniță cu județul Mehedinți), pe teritoriul administrativ al comunei Mehadia, în imediata apropiere a drumului național DN6 care leagă municipiul Drobeta Turnu Severin de Caransebeș.

## Descriere
Rezervația naturală a fost declarată arie protejată prin Legea Nr.5 din 6 martie 2000 (privind aprobarea Planului de amenajare a teritoriului național - Secțiunea a III-a - zone protejate) și este inclusă în Parcul Național Domogled - Valea Cernei, zonă protejată suprapusă sitului de importanță comunitară - Domogled-Valea Cenei.
Aria naturală (întinsă pe o suprafață de 501,60 ha) reprezintă o zonă de chei, doline, văii, abrupturi stâncoase, peșteri, avene, izvoare, pereți calcaroși, culmi, creste, coline, vârfuri, grohotișuri, platouri carstice, ponoare, pajiști și păduri; cu floră și faună specifică lanțului Carpaților Meridionali.

## Biodiversitate
Rezervația naturală fost înființată în scopul protejării biodiversității și menținerii într-o stare de conservare favorabilă a florei și faunei sălbatice aflate în arealul lanțului carpatic al Meridionalilor.

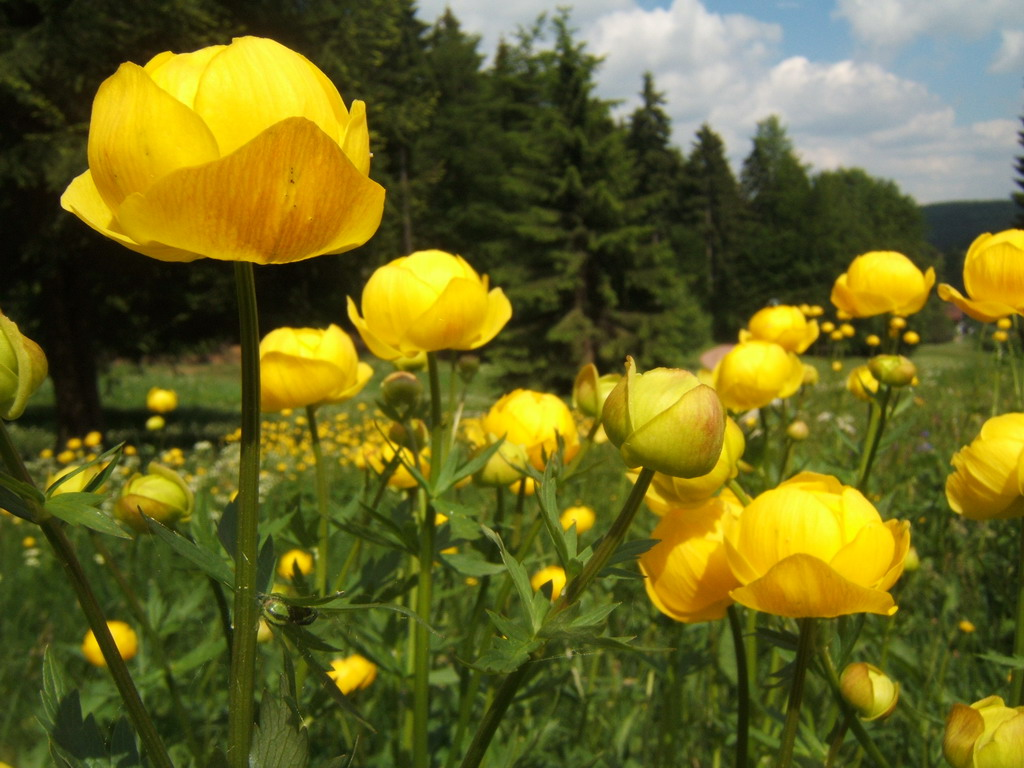
Bulbuci de munte (Trollius europaeus)

Flora arboricolă este constituită din păduri de foioase și conifere cu specii de fag (Fagus sylvatica), gorun (Quercus petrea), brad (Abies), molid (Picea abies), carpen (Carpinus betulus), frasin (Fraxinus), ulm (Ulmus carpinifolia), paltin de munte (Acer pseudoplatanus),  gârniță (Quercus frainetto), tufărișuri cu arbusti de cărpiniță (Carpinus orientalis), mojdrean (Fraxinus ornus), alun (Corylus avellana).
La nivelul ierburilor vegetează mai multe rarități floristice; dintre care: o specie de clopoței (Campanula crasspies), albăstreaua de munte (Centaurea pinnatifida), specia de orhidee Cephalanthera longifolia, garofiță albă de stânci (Dianthus spiculifolius), specia de păiuș Festuca panciciana, bulbuc de munte (Trollius europaeus), sânzâiene roșii (Gallium purpureum), brândușă galbenă (Crocus moesicus), odogaci (Sapunaria glutinosa), sângele voinicului (Nigritella rubra), căpșuniță-roșie (Cephalanthera rubra), garofiță de munte (Dianthus tenuifolius), sânzienă roșie (Galium purpureum), mlăștiniță (Epipactis helleborine), crin de pădure (Linum uninerve), moșmon (Micromeria pulegium), odogaci (Saponaria glutinosa), punguliță (Thlaspi dacicum ssp. banaticum). 
Fauna este una diversificată și bine reprezentată de mai multe specii de mamifere, păsări, insecte, reptile, broaște  și amfibieni, dintre care unele protejate la nivel european sau aflate pe lista roșie a IUCN.

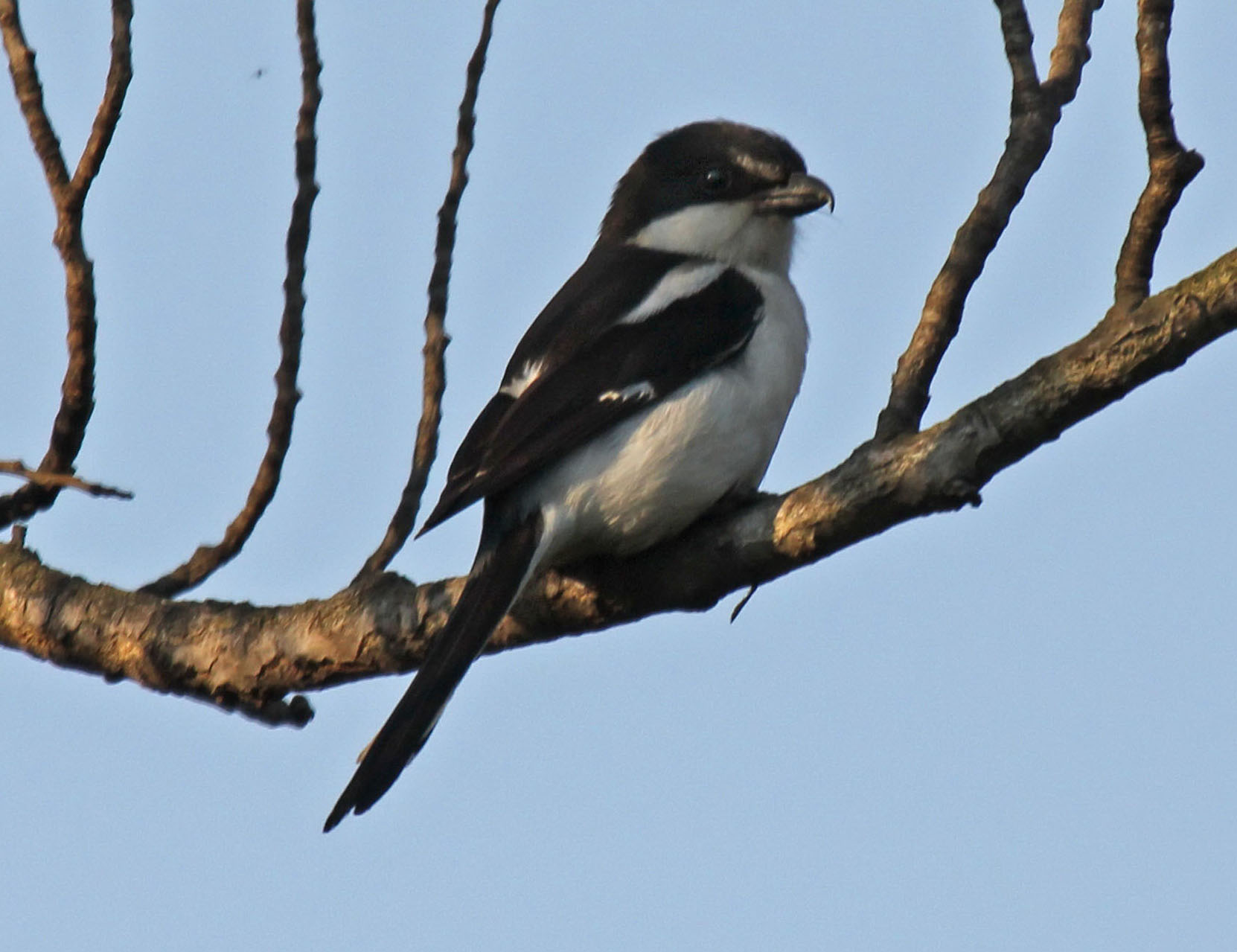
Sfrâncioc (Lanius collaris)

Specii faunistice semnalate în rezervație: 
Mamifere: urs brun (Ursus arctos), lup (Canis lupus), râs eurasiatic (Lynx lynx), vidră de râu (Lutra lutra), vulpe (Vulpes vulpes crucigera), mistreț (Sus scrofa), liliacul cu aripi lungi (Miniopterus schreibersi), liliacul mare cu potcoavă (Rhinolophus ferrumequinum), liliacul cărămiziu (Myotis emarginatus), liliacul cu urechi mari (Myotis bechsteini), liliacul cu potcoavă a lui Blasius (Rhinolophus blasii), liliacul mediteranean (Rhinolophus euryale), liliacul mic cu potcoavă (Rhinolophus hipposideros), liliacul comun (Myotis myotis);
Păsări: corbul comun (Corvus corax), șerpar (Circaetus gallicus), ciocănitoarea cu spate alb (Dendrocopos leucotos), ciocănitoarea neagră (Dryocopus martius), vânturel mic (Falco naumanni), sfrâncioc (Lanius collaris), broască râioasă (Bufo bufo), broască râioasă verde (Bufo viridis), brotăcel de copac (Hyla arborea), broască roșie de munte (Rana temporaria).  

## Căi de acces
- Drumul național (DN67D)  - Băile Herculane - Mehadia

## Monumente și atracții turistice
În vecinătatea rezervației naturale se află câteva obiective de interes istoric, cultural și turistic; astfel:
- Biserica „Schimbarea la Față” din Băile Herculane, construcție secolul al XIX-lea, monument istoric.
- Biserica romano-catolică „Sf. Maria” din Băile Herculane, construcție 1838, monument istoric.
- Situl arheologic de la Mehadia (așezări din: sec. II - IV p. Chr., Epoca romană; sec. XI - XIII, Epoca medievală timpurie).
- Situl arheologic de la Coronini (așezări atribuite perioadelor: Epoca medievală, Epoca migrațiilor, Perioada de tranziție la epoca bronzului).
- Rezervațiile naturale Coronini - Bedina, Iauna - Craiova, Râpa Neagră și Valea Greațca.